# Milan Football Club 1923-1924
Questa voce raccoglie le informazioni riguardanti il Milan Football Club nelle competizioni ufficiali della stagione 1923-1924.

## Stagione

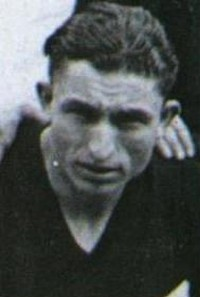
Giuseppe Santagostino, al Milan come calciatore dal 1921 al 1932. Fu allenatore dei rossoneri dal 1943 al 1945

Questa stagione segna il passaggio, per il campionato italiano di calcio, dal dilettantismo al professionismo: la pietra miliare di questo cambiamento è il trasferimento di Virginio Rosetta dalla Pro Vercelli alla Juventus, da cui poi si origina il cosiddetto "caso Rosetta".
Disputa quindi un campionato anonimo, giungendo 8º nel girone B delle eliminatorie del nord Italia, che è formato da 12 squadre: tale piazzamento è conseguenza di 10 sconfitte in 22 incontri. Questo è anche l'anno del debutto dello scudetto cucito sulle maglie della squadra campione d'Italia.
In questa stagione il Milan cambia per la quarta volta sede, trasferendosi dalla Birreria Colombo di via Foscolo 2 al Bar Vittorio Emanuele in Corsia dei Servi.

## Divise
| Casa | Trasferta |

## Organigramma societario
Area direttiva
- Presidente: Piero Pirelli
- Vice presidenti: Giuseppe Lavezzari e Mario Benazzoli
- Segretario: Giuseppe Parravicini

Area tecnica
- Allenatore: Ferdi Oppenheim

## Rosa
| N. |                     | Ruolo | Calciatore              |
| -- | ------------------- | ----- | ----------------------- |
|    | Italia (bandiera)   | P     | Luigi Binda             |
|    | Italia (bandiera)   | P     | Umberto Mazzucchelli    |
|    | Italia (bandiera)   | P     | Bruno Midali            |
|    | Italia (bandiera)   | D     | Arnaldo Giudici         |
|    | Italia (bandiera)   | D     | Umberto Soldati         |
|    | Svizzera (bandiera) | C     | Carlo Innocente Baj     |
|    | Italia (bandiera)   | C     | Tiziano Ballarin        |
|    | Italia (bandiera)   | C     | Pietro Bronzini         |
|    | Italia (bandiera)   | C     | Bruno Carcano           |
|    | Italia (bandiera)   | C     | Antonio Da Sacco        |
|    | Italia (bandiera)   | C     | Alfredo De Franceschini |

| N. |                   | Ruolo | Calciatore                   |
| -- | ----------------- | ----- | ---------------------------- |
|    | Italia (bandiera) | C     | Ernesto Morandi              |
|    | Italia (bandiera) | C     | Oreste Perfetti              |
|    | Italia (bandiera) | C     | Alessandro Savelli           |
|    | Italia (bandiera) | C     | Francesco Soldera (capitano) |
|    | Italia (bandiera) | A     | Carlo Cevenini               |
|    | Italia (bandiera) | A     | Enrico Forneris              |
|    | Italia (bandiera) | A     | Gustavo Gay                  |
|    | Italia (bandiera) | A     | Venerino Papa                |
|    | Italia (bandiera) | A     | Luigi Poggia                 |
|    | Italia (bandiera) | A     | Giuseppe Santagostino        |
|    | Italia (bandiera) | A     | Gustavo Zacchi               |

## Calciomercato
| Acquisti | Acquisti       | Acquisti | Acquisti |
| R.       | Nome           | da       | Modalità |
| -------- | -------------- | -------- | -------- |
| P        | Luigi Binda    | Novara   | -        |
| A        | Carlo Cevenini | Crema    | -        |
| P        | Ercole Vampa   | Pastore  | -        |

| Cessioni | Cessioni        | Cessioni              | Cessioni |
| R.       | Nome            | da                    | Modalità |
| -------- | --------------- | --------------------- | -------- |
| D        | Eugenio Allievi | Fanfulla              | -        |
| A        | Dionigi Corsi   | Internazionale Napoli | -        |
| C        | Bassano Daccò   | Fanfulla              | -        |

## Risultati

### Prima Divisione

#### Lega Nord (girone B)

##### Girone di andata
| Arbitro: | Dani (Genova) |

|  |           |                               |
|  | Marcatori | 12’ Schönfeld 31’, 33’ Falchi |

| Arbitro: | Pinasco (Sestri Ponente) |

|                             |           |                                      |
| Malaspina 53’ Allemandi 77’ | Marcatori | 59’ (rig.) Santagostino 71’ Ballarin |

| Arbitro: | Rangone (Alessandria) |

|             |           |  |
| Savelli 76’ | Marcatori |  |

| Arbitro: | Portigliatti (Torino) |

|                      |           |             |
| Calzolari 52’ (rig.) | Marcatori | 89’ V. Papa |

| Arbitro: | Alfieri (Bologna) |

|                  |           |                            |
| Santagostino 43’ | Marcatori | 19’, 72’ Rosso 28’ Borello |

| Arbitro: | Ricci (Modena) |

|                                    |           |             |
| Tognotti 30’ (rig.) Riccobaldi 77’ | Marcatori | 72’ V. Papa |

| Arbitro: | Germani (Padova) |

|                                 |           |                                     |
| Colombari 15’ Sbrana 76’ (rig.) | Marcatori | 75’ (rig.), 85’ (rig.) Santagostino |

| Arbitro: | A.Gama (Milano) |

|  |           |               |
|  | Marcatori | 85’ Albertoni |

| Arbitro: | Bortoletti (Venezia) |

|         |           |            |
| Bay 83’ | Marcatori | 54’ G. Gay |

| Arbitro: | Sanguineti (Genova) |

|                       |           |                 |
| Santagostino 49’, 53’ | Marcatori | 23’ G. Chiecchi |

| Arbitro: | Pinasco (Sestri Ponente) |

|                     |           |                            |
| Mandosso 20’ (rig.) | Marcatori | 5’ Santagostino 80’ G. Gay |

##### Girone di ritorno
| Arbitro: | Alfieri (Bologna) |

|                             |           |                                        |
| Schönfeld 1’, 39’ Janni 31’ | Marcatori | 20’ C. Cevenini 48’ Savelli 78’ G. Gay |

| Arbitro: | Mauro (Milano) |

|                 |           |               |
| Savelli 4’, 88’ | Marcatori | 67’ Malaspina |

| Arbitro: | Dani (Genova) |

|                                                     |           |  |
| Schiavio 47’ Pozzi 49’ Martelli 50’ Della Valle 69’ | Marcatori |  |

| Arbitro: | Germani (Padova) |

|                         |           |                         |
| Santagostino 39’ (rig.) | Marcatori | 8’ Merlini 51’ Bagnasco |

| Arbitro: | Dani (Genova) |

|                        |           |                 |
| Zanello 6’ Sarasso 25’ | Marcatori | 31’ C. Cevenini |

| Arbitro: | Bellini (Padova) |

|                              |           |            |
| V. Papa 27’ Savelli 35’, 53’ | Marcatori | 47’ Romano |

| Arbitro: | Portigliatti (Torino) |

|                                                                     |           |            |
| Soldera 4’ Santagostino 58’ (rig.), 86’ C. Cevenini 63’ Savelli 70’ | Marcatori | 11’ Sbrana |

| Arbitro: | Pierallini (Modena) |

|                                           |           |                         |
| E. Bodini 11’ Albertoni 35’ Bonzio ?’, ?’ | Marcatori | 79’ (rig.) Santagostino |

| Arbitro: | Sanguineti (Genova) |

|                                   |           |                                                    |
| Santagostino 46’, 56’ V. Papa 63’ | Marcatori | 7’ Ticozzelli 20’ Il. Preti 30’, 34’ Serra Zanetti |

| Arbitro: | Franciosini (Modena) |

|                                                                 |           |             |
| Bosio 43’ Franzoni 55’ Recchia 60’ G. Chiecchi 65’ Zacchero 68’ | Marcatori | 18’ Savelli |

| Arbitro: | Ricci (Modena) |

|                                                       |           |  |
| Santagostino 4’, 75’ C. Cevenini 16’ Savelli 43’, 79’ | Marcatori |  |

## Statistiche

### Statistiche di squadra
| Competizione    | Punti | In casa | In casa | In casa | In casa | In casa | In casa | In trasferta | In trasferta | In trasferta | In trasferta | In trasferta | In trasferta | Totale | Totale | Totale | Totale | Totale | Totale | DR |
| Competizione    | Punti | G       | V       | N       | P       | Gf      | Gs      | G            | V            | N            | P            | Gf           | Gs           | G      | V      | N      | P      | Gf     | Gs     | DR |
| --------------- | ----- | ------- | ------- | ------- | ------- | ------- | ------- | ------------ | ------------ | ------------ | ------------ | ------------ | ------------ | ------ | ------ | ------ | ------ | ------ | ------ | -- |
| Prima Divisione | 19    | 11      | 6       | 0       | 5       | 23      | 17      | 11           | 1            | 5            | 5            | 15           | 27           | 22     | 7      | 5      | 10     | 38     | 44     | -6 |

### Statistiche dei giocatori
| Giocatore          | Prima Divisione | Prima Divisione |
| Giocatore          | Presenze        | Reti            |
| ------------------ | --------------- | --------------- |
| C. I. Baj          | 1               | 0               |
| T. Ballarin        | 22              | 0               |
| L. Binda           | 2               | -2              |
| P. Bronzini        | 21              | 0               |
| B. Carcano         | 2               | 0               |
| C. Cevenini        | 12              | 4               |
| A. Da Sacco        | 12              | 0               |
| A. De Franceschini | 3               | 0               |
| E. Forneris        | 1               | 0               |
| G. Gay             | 12              | 3               |
| A. Giudici         | 1               | 0               |
| U. Mazzucchelli    | 1               | -2              |
| B. Midali          | 19              | -40             |
| E. Morandi         | 2               | 0               |
| V. Papa            | 14              | 4               |
| O. Perfetti        | 6               | 0               |
| L. Poggia          | 22              | 0               |
| G. Santagostino    | 21              | 16              |
| A. Savelli         | 21              | 10              |
| U. Soldati         | 21              | 0               |
| F. Soldera         | 22              | 1               |
| G. Zacchi          | 4               | 0               |